# Esselbergbach
Der Esselbergbach, lokal Mühlbach, ist ein über 1,3 km langer Bach der Frankenalb. Er liegt im Gebiet der Marktgemeinde Titting im oberbayerischen Landkreis Eichstätt.

## Geographie

### Verlauf
Der Esselbergbach entsteht auf etwa 476 m ü. NHN ca. 0,9 km nordwestlich von Morsbach. Bergwärts lässt sich noch einige Kilometer ein Trockental verfolgen. Der Bach fließt zunächst südwestlich auf Morsbach zu und passiert dabei einen Teich am linken Ufer. Dieser fließt an der Hainmühle, der letzten mahlenden Mühle des Landkreis Eichstätt, vorbei. Früher nutzte die Hainmühle das Wasser des Esselbergbach zum Mahlen des Getreides. In Morsbach mündet er dann von links auf etwa 458 m ü. NHN gleich langen Morsbach zu.
Der Esselbergbach mündet nach einem 1,3 km langen Lauf mit mittleren Sohlgefälle von rund 14 ‰ etwa 18 Höhenmeter unter seinem Ursprung.

### Einzugsgebiet
Der Bach entwässert ein 30,8 km² großes Gebiet, das naturräumlich zum Unterraum Anlauteralb der Südlichen Frankenalb gehört.
Die Gewässerläufe und der größte Teil des Einzugsgebietes liegen im Gebiet der Marktgemeinde Titting. Ein weiterer Teil liegt im Osten der Großgemeinde Gredingim mittelfränkischen Landkreis Roth.  